# Festa

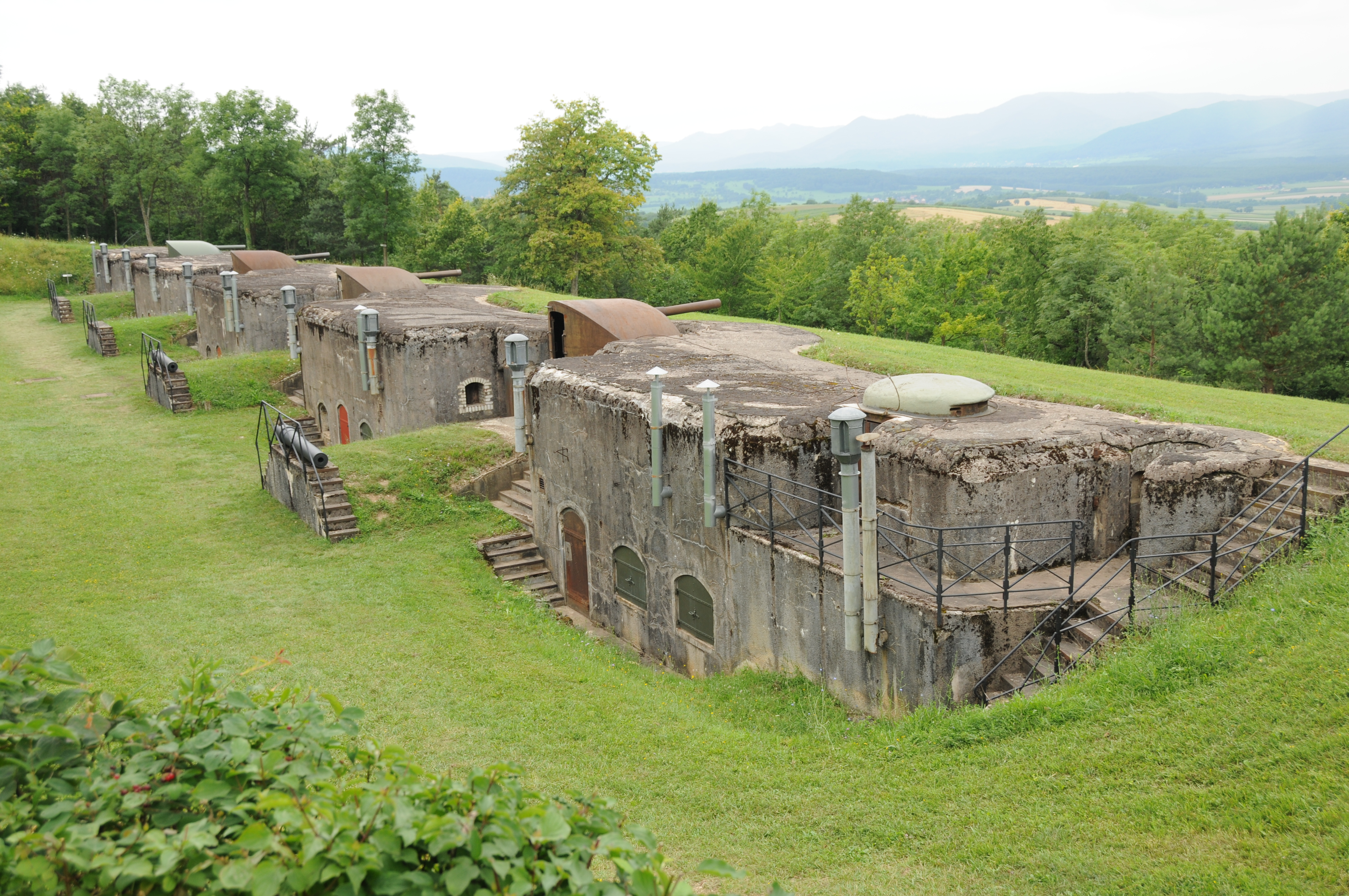
Fragment Feste Kaiser Wilhelm II w Mutzig

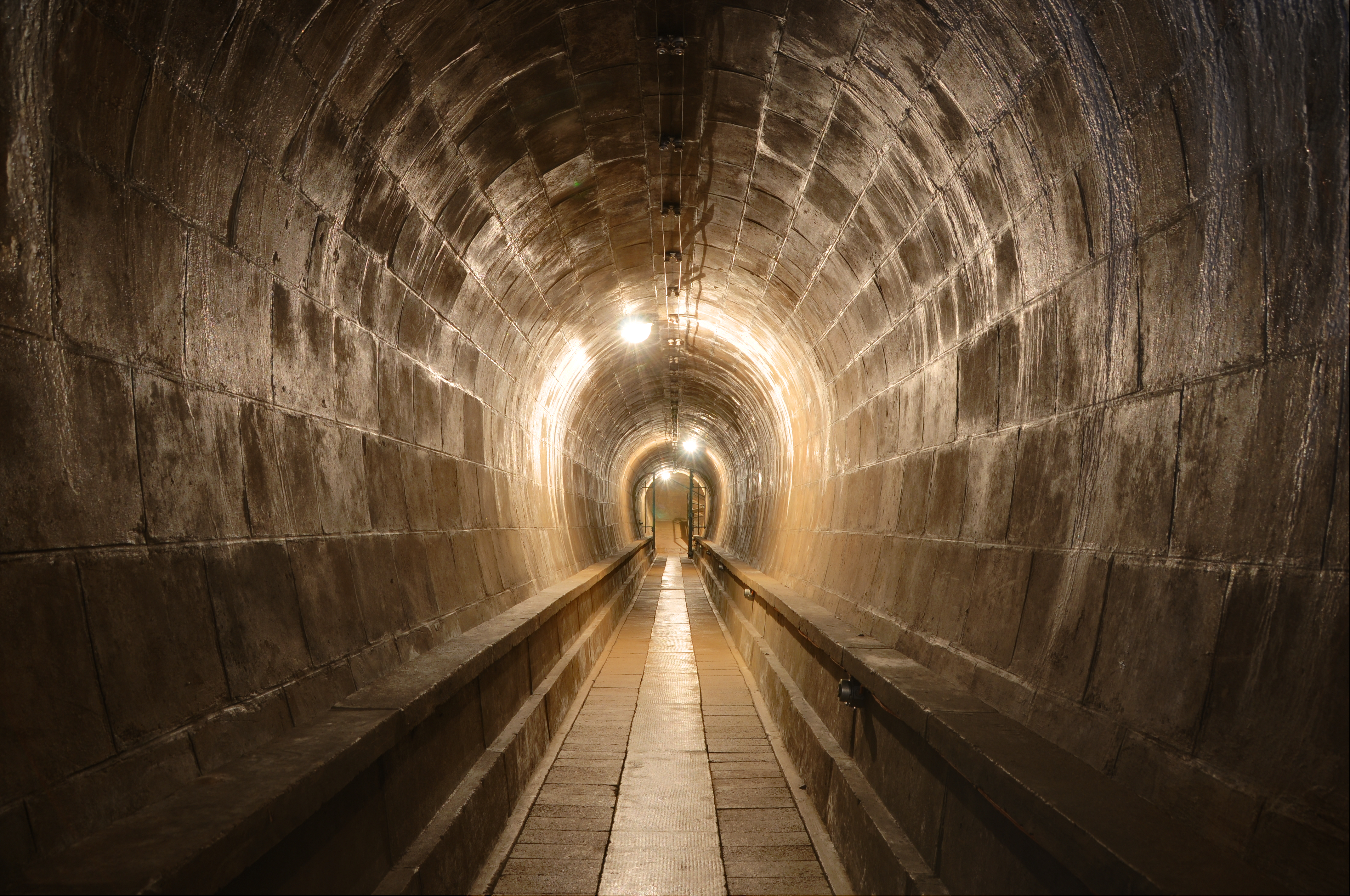
Komunikacja podziemna festy

Festa (niem. Feste) – zespół obiektów fortyfikacyjnych przeznaczonych do walki dalekiej (fort grupowy rozproszony), wyposażony w koszary szyjowe i komunikację podziemną.

## Historia
Została zastosowana po raz pierwszy w latach dziewięćdziesiątych XIX wieku przez Niemców w leżącym ówcześnie na terenie Rzeszy Mutzig, w pobliżu granicy francusko-niemieckiej.
Festa składała się z szeregu umocnionych, dobrze bronionych stanowisk, działających jako jedna duża jednostka pod dowództwem jednej osoby. Celem rozproszenia stanowisk bojowych było zmniejszenie skuteczności ostrzału artyleryjskiego nieprzyjaciela. Innym nowatorskim rozwiązaniem była zdolność zachowania przez poszczególne jednostki festy niemal całkowitej samowystarczalności (własne elektrownie, magazyny, studnie, kuchnie itd.). W skład festy wchodził fort, baterie pancerne, stanowiska piechoty oraz kilka dzieł o charakterze pomocniczym. Elementy festy zajmowały duży obszar, otoczony wspólną zaporą. Wszystkie drogi łączyły się w główną drogę, która wychodziła z festy w dobrze strzeżonym miejscu. Festy wtapiały się w otoczenie.
Konstrukcja festy została rozwinięta w Niemczech w latach 1893–1899. Była to działobitnia artylerii dalekiego zasięgu z osłaniającymi ją pozycjami piechoty. Po roku 1909 zaczęto do fest dodawać stanowiska ogniowe do flankowania międzypól oraz przeciwminy, co uczyniło festę w fortyfikację zdolną również do walki bliskiej.